# Sebastian Grobler
Sebastian Grobler (* 1968 in Hamburg) ist ein deutscher Filmregisseur. Größere Bekanntheit erreichte er 2011 mit dem Kinofilm Der ganz große Traum, in dem Daniel Brühl die Hauptrolle übernahm.

## Leben
Grobler studierte nach Abitur und Zivildienst von 1989 bis 1995 Germanistik mit dem Schwerpunkt Theater und Medien, Psychologie und Geschichte an der Universität Hamburg. Als Regieassistenz arbeitete er unter anderem beim Oscar-nominierten Film Jenseits der Stille von Caroline Link, dem TV-Mehrteiler Der König von St. Pauli von Dieter Wedel und dem Hamburger Theater Kampnagel mit. Auch den Regisseuren Michael Knof und Christian Wagner assistierte er. Von 1997 bis 2003 studierte er an der Filmakademie Baden-Württemberg in Ludwigsburg. Sein Abschlussfilm trug den Titel Morgen früh ist die Nacht rum, für den er 2003 den Studio Hamburg Nachwuchspreis in der Kategorie Beste Regie gewann. 2007 wurde ihm ein VGF-Stipendium für Nachwuchsproduzenten gewährt.
In der Folgezeit übernahm Grobler zeitweise die Regie bei den Fernsehserien Marienhof, Sturm der Liebe und Die Fallers – Eine Schwarzwaldfamilie. 
Sein erster Kinofilm war 2011 der Fußballfilm Der ganz große Traum mit Daniel Brühl in der Hauptrolle.
Seit 2019 lehrt Grobler an der Technischen Hochschule Ostwestfalen-Lippe im Bereich Film.

## Filmografie
- 1993: Wunderwelt (Kurzfilm)
- 1996: Ich Komma Liebe (Kurzfilm)
- 1997: Die Poseidon (Kurzfilm)
- 1998: Bis ans Ende der Nacht (Kurzfilm)
- 1999: fischen (Kurzfilm)
- 2000: beziehungsweise
- 2003: Morgen früh ist die Nacht rum
- 2007–2008: Sturm der Liebe (Fernsehserie)
- 2007–2009: Die Fallers – Die SWR Schwarzwaldserie (Fernsehserie)
- 2011: Der ganz große Traum
- 2012: Schneeweißchen und Rosenrot (Fernsehfilm)
- 2013: Katie Fforde: Eine teure Affäre (Fernsehfilm)
- 2014: Katie Fforde: An deiner Seite (Fernsehfilm)
- 2014: Katie Fforde: Das Meer in dir (Fernsehfilm)
- 2016: Marie räumt auf (Fernsehfilm)
- 2017: Katie Fforde: Bruderherz (Fernsehfilm)
- 2018: Venus im vierten Haus (Fernsehfilm)
- 2018: Goliath 96 (Koproduzent)